# Бимбетка
Бимбетка (девангари санскрт: भीमबेटका पाषाण आश्रय) је праисторијски археолошки локалитет неколико пећина у области Раисен, у индијској држави Мадја Прадеш, 45 км од Бопала. У њој су пронађени најстарији трагови људи у Индији, и зато се претпоставља да су неке од пећина биле насељене више од 100.000 година. На зидовима неких пећина налазе се палеолитске слике старе око 30.000 година, због чега су пећине Бимбетке уписане на УНЕСКО-в Списак места Светске баштине у Азији и Аустралазији.
Назив му потиче од божанског хероја Бима из епа Махабхарата, који је био познат по својој великој снази, те Бимбаитка значи "Место где седи Бима".
Цело ово подручје природних склоништа у стенама је прекривено густом вегетацијом због обиља извора воде, и сличи другим палеолитичким локалитетима са сликама као што су Национални парк Какаду (Аустралија), и Праисторијски локалитети у долини Везер (Француска).
Индијски археолог, Др. Вишни С. Ваканкар, је 1957. године путујући возом за Бопал спазио формације стена сличне онима у Шпанији и Француској где су пронађене праисторијске слике. Следеће године је отпочео истраживати ово подручје. Од тада до данас откривено је више од 700 склоништа у стенама, 243 у Бимбетки и 178 у оближњем Лака Јуару. У Бимбетки су 1990—91. године пронађени остаци најстаријих зидова и подова, као и најстарији петроглифи на свету (око 290.000 до чак 700.000 година стари, што их чини најстаријим људским изразом на свету.)
На бројним сликама приказани су мотиви разних животиња (говеда, тигрови, лавови, крокодили, коњи, битке животиња, итд.), али и мезолитски призори људског живота попут лова, порођаја, кола и светковина, јахања слонова, верских церемонија и погреба; те бројни апстрактни симболи, али и прикази предео који их је окруживао. Углавном су изведени у црвеној и белој боји, а понегде зеленом и жутом, добивени од природних материјала попут земље, биљака и животињске масти. Добро су сачувани јер су боје оксидирале с великом концентрацијом гвожђа у стенама.
Осликавање у Бимбетки је потрајало све до средњег века када њихов уметнички квалитет бледи (углавном геметријски симболи) и користе се неквалитетнији материјали.
- Густа вегетација Бимбетке
- Палеолитска слика говеда
- Мезолитска слика ловаца с коњима
- Звер напада човека